# Penningskapande
Penningskapande är den process varmed ett lands (eller annan monetär regions) penningmängd skapas. Historiskt har pengar antagit en mängd olika fysiska former, alltifrån snäckskal till metallmynt. Idag är dock merparten av pengarna i världen i elektronisk form. Moderna teorier om penningskapande söker framförallt beskriva den process varmed dessa elektroniska pengar skapas, en process där centralbanker och bankväsendet i sin helhet är centrala aktörer. Den mest spridda förklaringsmodellen är penningskapande genom så kallad fractional-reserve banking. På en övergripande nivå handlar debatten om penningskapandet såväl om är som bör, det vill säga både om hur penningskapandet de facto går till och om hur det borde gå till. När det gäller bör är en central fråga om det är staten, privata banker eller folket självt som bör skapa pengarna. Ett alternativ till fractional-reserve banking är så kallad full-reserve banking. I debatten brukar också en åtskillnad göras mellan så kallade fiatvalutor och pengar som är kopplade till något fysiskt, exempelvis guld. Fractional-reserve banking är per definition ett monetärt "fiatsystem". Exempel på "folkligt skapade pengar" är till exempel olika lokala valutor och den digitala valutan bitcoin. Något som i hög grad bidragit till komplexiteten i penningskapandets teoribildning är att det finns ett flertal penningmått, alltifrån det smalaste som är centralbankens utgivning av sedlar och mynt, till alla former av elektroniska pengar, värdepapper, finansiella instrument med mera. Teorier om penningskapande är därför även besläktade med filosofiska undersökningar om pengar och dess natur. 

## Fractional-reserve banking
Huvudartikel: Fractional-reserve banking
Enligt FRB-modellen skapas penningmängden förenklat uttryckt i två steg. Först skapar och säljer centralbanken baspengar (sedlar och mynt) till banksektorn i utbyte mot värdepapper (såsom statsobligationer). Dessa baspengar rubriceras därefter som bankens "reserver". I nästa steg expanderar banksektorn penningmängden utifrån dessa reserver genom sin kreditgivning i flera led, det vill säga fractional reserve banking. Modellen betonar att "inlåning skapar utlåning", det vill säga att bankerna inte "skapar pengar ur luft", och att bankernas penningskapande via kreditgivningen beror på mängden reserver och det gällande reservkravet.

### Kritik
Kritiker som Richard Werner menar att inlåningen inte alls skapar utlåning, utan att det istället är tvärtom, och att bankerna skapar pengar ur luft oavsett om de har några tillgängliga reserver eller inte. Werner och andra så kallade penningreformister menar också att systemet är ohållbart på grund av att bankerna kräver tillbaka en större mängd pengar än de faktiskt skapar, och som faktiskt existerar i ekonomin, genom att de kräver en ränta utöver själva kapitalbeloppet.

## Full-reserve banking
Full-reserve banking, också känt som 100%-banking, är en modell som utgår från fractional-reserve banking-modellen, men som säger att bankerna måste ha en 100% reserve av "lagliga betalmedel". På så vis hindras bankerna att skapa nya pengar när de ger kredit. Penningskapandet blir på så vis åter statens domän. Bankerna kan endast låna ut det de faktiskt har som reserv.